# 둘리틀 선생
둘리틀 선생(영어: Doctor Dolittle)은 영국의 아동문학 작가 휴 로프팅의 아동문학 시리즈이다.

## 주요 등장인물
- 존 둘리틀
- 토머스 스터빈스
- 세라 둘리틀 딩글
- 메슈 머그

## 세계관

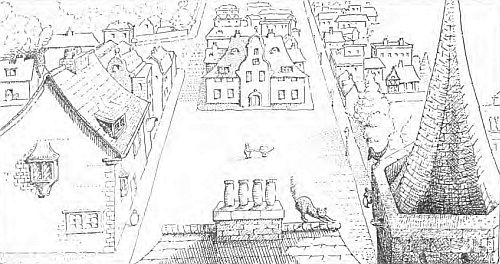
퍼들비온더마시

시리즈의 시대 설정은 대체로 1830년대 후반부터 1840년대 전반의 빅토리아 초기에 설정되어 있으며, 선생은 잉글랜드 남서부의 항구 도시 브리스틀에서 약간 떨어진 가상의 시골 마을 퍼들비온더마시(Puddleby-on-the-Marsh)에 있는 저택에 살고있는 것으로 알려져 있다.